# Alan Cathcart (6e comte Cathcart)
Alan Cathcart (22 août 1919 - 15 juin 1999) est un officier de l'armée britannique qui est commandant du secteur britannique à Berlin de 1970 jusqu'à sa retraite en 1973.

## Carrière militaire
Formé au Collège d'Eton et au Magdelene College, Cambridge, Cathcart est officier dans les Scots Guards en 1939.
Il sert pendant la Seconde Guerre mondiale et est adjudant à l'Académie royale militaire de Sandhurst après la guerre. Il est nommé adjudant des Scots Guards en 1951 et major de brigade pour la 4e brigade des gardes en 1954. Il est ensuite commandant du 1er bataillon Scots Guards en 1957.
Il est affecté au commandement écossais en 1962 et devient commandant de la 152e brigade d'infanterie en 1965. Il est transféré à la division des opérations du Grand Quartier général des puissances alliées en Europe en 1967, puis devient officier général commandant le district du Yorkshire en 1969. Il est nommé commandant du secteur britannique à Berlin en 1970 et prend sa retraite en 1973.
Après sa retraite de l'armée britannique, il devient vice-président de la Chambre des lords.

## Famille
En 1946, il épouse Rosemary Clare Marie Gabrielle Smyth-Osborne: ils ont un fils et deux filles. Après la mort de sa première épouse, il épouse Marie Isobel Weldon en 1984. Elle est décédée en 2015. Il est remplacé par son fils Charles Cathcart (7e comte Cathcart).